# بالی
بالی یک استان در اندونزی و غربی‌ترین جزیره از جزایر سوندای کوچک است. این استان در شرق جاوه و غرب لومبوک قرار دارد و شامل جزیرهٔ بالی و چند جزیرهٔ کوچک دیگر در جنوب شرقی است. مرکز این استان، دنپاسار، پرجمعیت‌ترین شهر در جزایر سوندای کوچک و دومین شهر بزرگ در اندونزی شرقی پس از ماکاسار است. منطقهٔ کلانشهری دنپاسار منطقهٔ کلانشهری گسترش‌یافته پیرامون دنپاسار است. شهر مرتفع اوبود در منطقهٔ کلانشهری دنپاسار، مرکز فرهنگی بالی محسوب می‌شود. این استان مقصد اصلی گردشگری اندونزی است و از دههٔ ۱۹۸۰ رشد قابل‌توجهی در صنعت گردشگری داشته است، تا جایی که به منطقه‌ای از گردشگری بی‌رویه در اندونزی تبدیل شده است. کسب‌وکارهای مرتبط با گردشگری ۸۰٪ از اقتصاد بالی را تشکیل می‌دهند.
بالی تنها استان دارای اکثریت هندو در اندونزی است که ۸۶٫۹٪ از جمعیت آن به هندویسم بالی اعتقاد دارند. این منطقه به هنرهای پیشرفتهٔ خود، از جمله رقص سنتی و مدرن، مجسمه‌سازی، نقاشی، کار با چرم و فلز و موسیقی معروف است. جشنوارهٔ بین‌المللی فیلم اندونزی هر ساله در بالی برگزار می‌شود. دیگر رویدادهای بین‌المللی که در بالی برگزار شده‌اند شامل دختر شایستهٔ ۲۰۱۳، نشست‌های سالانه صندوق بین‌المللی پول و بانک جهانی ۲۰۱۸ و اجلاس ۲۰۲۲ گروه ۲۰ بالی می‌شوند. در مارس ۲۰۱۷، تریپ‌ادوایزر بالی را به عنوان برترین مقصد جهان به انتخاب گردشگران معرفی کرد که این عنوان را در ژانویهٔ ۲۰۲۱ نیز کسب کرد.
بالی بخشی از مثلث مرجانی است، منطقه‌ای با بالاترین تنوع زیستی گونه‌های دریایی، به ویژه ماهی‌ها و لاک‌پشت‌ها. در این منطقه، بیش از ۵۰۰ گونه مرجان سازندهٔ صخره یافت می‌شود. برای مقایسه، این تعداد حدود هفت برابر کل کارائیب است. بالی محل سیستم آبیاری سوباک است که به عنوان یک میراث جهانی در یونسکو ثبت شده است. این جزیره همچنین محل یک کنفدراسیون متحد از پادشاهی‌های سنتی است که شامل ۱۰ خاندان سلطنتی بالیایی می‌شود. هر خاندان منطقهٔ جغرافیایی خاصی را اداره می‌کند. این کنفدراسیون جانشین پادشاهی بالی است. خاندان‌های سلطنتی، که قبل از استعمار هلند به وجود آمدند، توسط دولت اندونزی به رسمیت شناخته نمی‌شوند.

## جغرافیا

دروازه اقیانوس محل تلاقی دو اقیانوس هند و آرام در جزیره بالی

دورنمای قله کوه گودان آگانگ در جزیره بالی

مختصات آن ۸° ۲۵′ ۲۳″ جنوبی و ۱۱۵° ۱۴′ ۵۵″ شرقی است. جزیرهٔ بالی جزو یک رشته‌جزایر است که جزیرهٔ جاوه در غرب آن و جزیرهٔ لومبوک در شرق آن قرار گرفته‌است. جزیره بالی از نظر جغرافیائی محل تلاقی دو اقیانوس هند و آرام محسوب می‌گردد. این دو اقیانوس در محلی به نام دروازه اقیانوس به هم می‌پیوندند.
جزیره بالی دارای مساحت ۵۶۲۰ کیلومتر مربع است که از لحاظ کشاورزی خاک آن حاصلخیز بوده و در شمال و جنوب کوه‌های مرکزی آن مردم به کاشت برنج مشغول هستند. این جزیره همچنین دارای کوه‌های آتشفشانی است که برخی فعال بوده و مشهورترین آن‌ها گودانگ است که به مادر کوه‌ها معروف است. بزرگ‌ترین شهر این جزیره که مرکز آن نیز می‌باشد دنپازار نام دارد که حدو چهارصد هزار نفر جمعیت دارد. جزیره بالی در موقعیتی قرار گرفته که جاوه بزرگ‌ترین جزیره اندونزی در سمت غرب و لومبوک در شرق آن قرار گرفته‌است.
آب و هوای بالی استوایی بوده که مانند سایر مناطق استوایی تغییرات آب و هوا در آن بسیار اندک است و در کل طول سال دمای آن بین ۲۰ در جه در شب تا ۳۳ درجه در روز تغییر می‌کند البته بین ماه‌های دسامبر تا پایان مارس هوا گرمتر بوده و روبت بیشتر است ولی از ماه ژوئن تا سپتامبر که زمستان بالی است بادهای سری از سمت اقیانوس آرام شروع به وزش می‌کند که باعث می‌شود دمای هوا ختک تر باشد که طبیعتاً باید گردشگر پذیرتر باشد.
هنرهای گوناگون همچون رقص، تندیسگری، نگارگری، چرمگری، فلزکاری و به ویژه موسیقی سبک گامِلان در این جزیره در سطح بسیار بالایی قرار دارند. جشنواره بین‌المللی فیلم اندونزی همه ساله در بالی برگزار می‌شود. از دیگر برنامه‌های بین‌المللی که در بالی برگزار شده‌است می‌توان به برنامه Miss World 2013 و جلسه سال ۲۰۱۸ صندوق بین‌المللی پول و گروه بانک جهانی اشاره کرد. در مارس سال ۲۰۱۷ سایت معتبر گردشگری TripAdvisor در جایزه Choice Traveller's، بالی را به عنوان مقصد برتر جهان معرفی کرد. بالی زادگاه سیستم آبیاری سوباک Subak، یکی از میراث جهانی یونسکو است.

## حیات وحش
بالی بخشی از مثلث مرجانی است، منطقه ای که بیشترین تنوع زیستی گونه‌های دریایی به ویژه ماهی و لاک پشت‌ها را دارد. فقط در این منطقه، بیش از ۵۰۰ گونه مرجان در حال ساخت تپه‌های مرجانی هستند. برای مقایسه، این حجم از تنوع مرجانی تقریباً هفت برابر بیشتر از کل منطقه کارائیب است. تا اوایل قرن بیستم، بالی زیستگاه چندین گونه پستاندار بزرگ از جمله گونه ای گاو وحشی بنام بنتنگ، پلنگ و زیر گونه ای از ببر بنام ببر بالی. بنتنگ هنوز به شکل اهلی خود در جزیره به حیات خود ادامه می‌دهد در حالی که نسل پلنگ در بالی منقرض شده‌است. در حال حاضر خویشاوند پلنگهای بالی بنام پلنگ جاوه فقط در جزیره مجاور بالی یعنی در جزیره جاوه (جاوا) یافت می‌شوند. همچنین نسل با شکوه‌ترین گونه گربه سان جهان یعنی ببر بالی منقرض شده‌است. آخرین ثبت مشاهده قطعی ببر در بالی مربوط به شکار آخرین قلاده سال ۱۹۳۷ است، هرچند که ممکن است این گونه تا دهه ۱۹۴۰ یا ۱۹۵۰ زنده مانده باشد. نزدیکترین خویشاوند ببر بالی یعنی ببر سوماترایی در جزیره سوماترا زندگی می‌کند که در ردیف گونه‌های به شدت در معرض انقراض قرار دارد.
در سال ۱۸۵۰ حدود ۲۰ گاو بنتنگ به استرالیا برده شد. پس از مدتی دامداران گاوها و مزرعه را رها کردند. در سال ۱۹۶۵ کشف گردید که حدود ۱۵۰۰ گاو بنتنگ در نزدیک همان محلی که گاوهای وارداتی رها شده بودند زندگی می‌کنند. اکنون تعداد این گاوهای وحشی به ۱۰٫۰۰۰ رسیده‌است که حتی از تعداد گاوهای ساکن در سرزمین اصلی نیز بیشتر است.

## تاریخچه

بنای یادبود قربانیان حادثه بمب‌گذاری در جزیره بالی

مردم بالی از تبار نژادی ماقبل تاریخی هستند که از راه خاک اصلی قارهٔ آسیا در حدود ۲۵۰۰ پ.م. به مجمع‌الجزایر اندونزی کوچیدند. با رسیدن هندوها دورهٔ ماقبل تاریخ به پایان رسید. رسیدن هندوها در سال ۱۰۰ پ.م. به‌وسیلهٔ سفال‌نوشته‌های براهمی که بدست آمده‌اند تأیید شده‌است.
شاهنشاهی ماجاپاهیت (۱۲۹۳–۱۵۲۰ میلادی) که در جاوهٔ شرقی مستقر شده بود در سال ۱۳۴۳ یک کوچ‌نشینی هم در جزیره بالی برپا کرد.
در پی نفوذ فرهنگی مسلمانان، شاهنشاهی ماجاپاهیت که هندو بود کمی پیش از ۱۵۰۰ میلادی، از بین رفت و این امر باعث مهاجرت گسترده هندوها به بالی شد. پس از آن این جزیره نیز به مانند دیگران مناطق اندونزی تحت سلطه استعمارگران هلندی درآمد و تا سال ۱۹۴۲ که توسط ارتش ژاپن اشغال گردید به صورت مستعمره باقی‌ماند.
جزیره بالی در سده اخیر نیز شاهد رویدادهای بسیاری بوده‌است، اشغال گران ژاپنی از هیچ گونه ظلم و ستم در این جزیره کوتاهی ننمودند. آنان به تخریب بسیاری از بناها، معابد، مزارع و کشتار دسته جمعی بومیان پرداختند. در نهایت جنگ جهانی دوم و با انفجار بمب اتمی، ارتش ژاپن متحمل شکست سهمگینی از آمریکا گردید. هم‌زمان با این رویداد آزادی خواهان و استقلال طلبان در اندونزی به رهبری سوکارنو و با یاری نیروهای آمریکایی موفق به شکست دادن و بیرون راندن اشغال گران ژاپنی و آزادی کشور شدند.
از آن پس این جزیره در آرامشی نسبی به سر می‌برد و بزرگ‌ترین رویداد تاریخی دو دهه گذشته آن انفجار بمب توسط گروه‌های اسلام‌گرایانه افراطی در سال ۲۰۰۲ و ۲۰۰۳ بوده‌است که منجر به از بین رفتن بیش از ۲۵۰ تن از گردشگران خارجی گردید.
امروزه بالی پس از عبور از فراز و نشیبهای بسیار یکی از مناطق گردشگری جهان گردیده‌است و حتی سالانه میزبان بسیاری از سمینارها و کنفرانسهای جهانی مانند آ سه آن است.

## دین مردم بالی
علیرغم اینکه اندونزی بزرگ‌ترین کشور مسلمان جهان می‌باشد ولی دین بیش از ۸۳٪ مردم جزیره بالی هندو بوده و تا حدود بسیار زیادی با هندوئیسمی که در هند رواج دارد متفاوت است؛ مثلاً هندوان بالی از گوشت در غذاهای خود استفاده می‌کنند و برخلاف هندوان هند که دارای خدایان بسیاری می‌باشند و بت‌پرستی نیز بسیار رواج دارد در بالی فقط سه خدا مورد پرستش قرار می‌گیرند که در آسمانها به سر می‌برند.
آیین هندو، قدیمی‌ترین و کهن‌ترین مذهب زنده جهان است و اکنون بالغ بر ۱ میلیارد نفر از آن پیروی می‌کنند. مذهب هندو مکتبی ماورای طبیعی است و اجازه نمی‌دهد که پیروانش فقط به دنیا یا آخرت دلخوش کنند، زیرا مذهب هندو هدف بزرگتری را دنبال می‌کند و آن دست یابی به حقیقت زندگی است. منظور اصلی آیین هندو آن است که هر هندوی واقعی بتواند به حقیقت مطلق که برهمن نام دارد، متصل شود. این حقیقت عبارت است از روحی ابدی که برتر و بالاتر از هرگونه علت و معلول و زمان و مکان است.
در مذهب هندو تمام کارها و اعمال مثل کارهای هنری، علمی، سنتی، سیاسی و اجتماعی وسیله‌ای هستند برای رسیدن به رستگاری و به همین دلیل یک هندوی کامل، کارهای خود را با نیتی پاک و والا به درست‌ترین شکل ممکن انجام می‌دهد. رقص نیز جزئی از آیین هندو است و جایگاه بسیار بالایی در فرهنگ آن دارد؛ زیرا رقص کاری مقدس است که از خدایان به انسان رسیده‌است.

## خدایان هندو در بالی

یک معبد هندو در منطقه بدوگول در جزیره بالی

شاید با شنیدن نام خدایان، این تصور پیش آید که هندوان بت‌پرست هستند اما حقیقت این است که هندوان بالی خدای یکتا را می‌پرستند و معتقدند که ذات مطلق الهی یگانه است. هندوان معتقدند که خدایان، مظاهر گوناگون همان خدای یکتا هستند در این باره در ریگ ودا (یکی از چهار ودای موجود) کتاب مقدس هندوان آمده‌است:
” بر هر ثابت و جنبنده و نیز بر هر آنچه را ه می‌رود وبر هر آنچه می‌پرد و بر تمام این آفرینش رنگارنگ، تنها یک خدا فرمانروایی می‌کند. ”
در واقع باید گفت که حقیقت یکی بیشتر نیست اما به نامها و شیوه‌های گوناگون توصیف می‌شود.
آفریدگار در این آیین، برهما نامیده می‌شود که مظهر آفرینش است. او انسان و کائنات را آفریده‌است و برای حفاظت آنان را به دستان ویشنو سپرده‌است.
ویشنو خدای مظهر بقا و زندگی روی زمین است. وی انسان را پس از آفرینش در کائنات محفوظ می‌دارد و در ادامه بقای وی دخیل است تا در پایان به دستان شیوا سپرده شود.
شیوا خدای فنا و نابودکننده انسان و دیگر موجودات است. خدائی که خاتمه دهنده همه چیز محسوب می‌گردد.
در هر صورت هندوییسم مذهبی است که اگر عمیقاً به آن نگاه کنیم، دستورهای خوب و اخلاقی بسیاری در خود دارد و معتقد به افراط و تفریط در هیچ کاری نیست بلکه میانه‌روی را توصیه می‌کند. با این حال هر فرد هندو آزاد است که بر حسب توان و خواست خویش، از این مذهب بهره‌برداری کند.
و سرانجام آنکه، هندوییسم می‌گوید، بشر ناآگاه است و نمی‌داند که ذات مطلق چگونه روح خود را در آفریدگان دمیده‌است. آغاز و پایان جهان، ماورای زمان است و زمان همانند پلی است میان ازل و ابد و چون انسان مادی، اسیر در حصار زمان و مکان است، نمی‌تواند از ازل و ابد آگاهی داشته باشد.
جمله‌ای زیبا در بهگودگیتا که می‌گوید:
«آغاز هستی مخفی، وسط آن آشکار و پایانش ناپیدا است»